# Шкречко, Лукаш
Лукаш Шкречко (словац. Lukáš Škrečko; род. 17 июля 1987 года, Банска-Бистрица, Чехословакия) — словацкий хоккеист, вратарь.

## Карьера
Выступал за ХКм «Гуменне», ХК «Требишов», ХК «Зволен».
В составе национальной сборной Словакии провел 1 матч.